# Marumba bergmani
Marumba bergmani är en fjärilsart som beskrevs av Felix Bryk 1946. Marumba bergmani ingår i släktet Marumba och familjen svärmare. Inga underarter finns listade i Catalogue of Life.